# Democracia de base
Democracia de base é uma forma de democracia onde as decisões políticas são tomadas diretamente pelas pessoas, sendo a autoridade decisória transferida para o nível geográfico ou social mais baixo. Nessa forma de democracia, em vez de apenas escolher representantes que irão decidir por todos, como na democracia representativa, as pessoas participam frontalmente da organização da vida coletiva, bem como das decisões e discussões de questões que as afetam diretamente.
Na democracia de base, as pessoas se reúnem em assembleias para discutir problemas e propor soluções. Nela, a organização pode começar locais cotidianos como vilas, bairros, locais de trabalho, escolas, etc. Além disso, cada grupo/comunidade tem autonomia para focar-se em suas prioridades, mas sem a existência de uma hierarquia e com responsabilidade compartilhada entre todos os envolvidos.
Entre exemplos de democracia de base estão, por exemplo, associações de moradores, cooperativas de trabalhadores ou movimentos sociais sem líder fixo.